# イワサザイ科
イワサザイ科（イワサザイか、Acanthisittidae）は、鳥類スズメ目イワサザイ亜目の唯一の科である。
コビトサザイ科 Xenicidae とも呼ばれるが、コビトサザイ属 Tesia とは無関係である。
イワサザイと総称される。「サザイ」とはミソサザイの古名である。英語名 New Zealand Wren にも Wren（ミソサザイ科）が入っている。しかしミソサザイ科とは近縁ではない。

## 特徴
全て（絶滅種含め）ニュージーランド固有種。
全長8–10cm。尾と翼は短く、脚は長い。嘴は細く真っ直ぐで尖っている。森林・灌木林の地上や樹上で、昆虫・蜘蛛などを食べる。岩や幹の裂け目に巣を作る。
鳴管が両気管支にあり (haploophone syrinx / bronchial syrinx)、内在筋がない。これらは他にはタイランチョウ亜目の一部にのみ見られる特徴である。

## 系統と分類
スズメ目の中で最初に分岐し、残りのスズメ目全体（スズメ亜目+タイランチョウ亜目）と姉妹群である。そのため現在は、単独でイワサザイ亜目  Acanthisitti に分類される。
| イワサザイ亜目 | イワサザイ科                                                      |
|                | イワサザイ科                                                      |
|                | \| \| タイランチョウ亜目 \| \| \| \| \| \| スズメ亜目 \| \| \| \| |
|                |                                                                   |
|                | タイランチョウ亜目                                                |
|                |                                                                   |
|                | スズメ亜目                                                        |
|                |                                                                   |

|  | タイランチョウ亜目 |
|  |                    |
|  | スズメ亜目         |
|  |                    |

歴史的には、19世紀以来、亜鳴禽類（現在のタイランチョウ亜目）に含められていたが、1970年代から、鳴禽類（現在のスズメ亜目）に近いとする説などさまざまな説が現れた。
亜鳴禽類/タイランチョウ亜目
Forbes (1882)は鳴管の特徴から、亜鳴禽類に含めた。
Furbringer (1888) は、亜鳴禽類と共に Oligomyodi に含めた。Pycraft (1906)は、気管に鳴管があるタイランチョウ亜目の一部（現在の分類ではカマドドリ下目からオタテドリ科とムナオビオタテドリ科を除く大半）と共に Tracheophoneae 亜目に含め、中でもカマドドリ科に近縁だとした。
亜鳴禽類の中の何に近いかは、さまざまな説が現れた。
1980年代のDNA-DNA交雑法によりこの説は再び唱えられた。Sibley et al. 1982は Oligomyodi 亜目にイワサザイ下目 Acanthisittides としてタイランチョウ下目（タイランチョウ亜目に相当）と共に含めた。Sibley et al. (1988)は、タイランチョウ亜目にイワサザイ下目として含めた。
鳴禽類/スズメ亜目
Sibley (1970)は卵白タンパク質電気泳動から、亜鳴禽類ではなく鳴禽類に近縁だとした。
Feduccia (1977)は鐙骨の特徴から、タイランチョウ目 Tyranniformes とスズメ目を分離し、イワサザイ科はスズメ目に含めた（ただし彼はのちにイワサザイ科の鐙骨は独特だとした）。
Cracraft (1981)は、スズメ亜目に下目不明の科として含めた。Raikow (1987)は、スズメ亜目にイワサザイ下目 Acanthisittides として含めた。
いずれにも近くない
Wolters (1977) はイワサザイ亜目とした。
Mayr (1979)は亜目不明とした。

## 属と種
2属4種が属するが、2種は近代に絶滅し、2属2種のみが現生する。
- Acanthisitta
  - Acanthisitta chloris, Rifleman, ミドリイワサザイ
- Xenicus
  - Xenicus gilviventris, New Zealand Rockwren[12]/South Island Wren[13], イワサザイ
  - †Xenicus longipes, Bushwren[12]/Bush Wren[13], ヤブサザイ
  - †Xenicus lyalli, Stephens Island Wren, スチーフンイワサザイ